# Sirte (distrito)
Sirte (em árabe: سرت) é um distrito da Líbia. Foi criado em 1983, na reforma administrativa daquele ano. Pelo censo de 1987, havia 110 996 residentes. Segundo censo de 1995, no qual é chamado "Golfo de Sirte", havia 382 100 residentes. Segundo esse documento, sua área era de 376 000 quilômetros quadrados. Em 2001 havia 156 248 residentes. Após a reforma de 2002, possui uma zona costeira no mar Mediterrâneo e faz divisa no interior com Oásis a leste, Jufra a sul, Jabal Algarbi a oeste e Misurata a noroeste.
Pelo censo de 2012, sua população total era de 117 473 pessoas, das quais 114 626 eram líbios e 2 847 não-líbios. O tamanho médio das famílias líbias era 6.18, enquanto o tamanho médio das não-líbias era de 3.88. Há no total 20 970 famílias no distrito, com 20 204 sendo líbias e 766 não-líbias. Em 2012, cerca de 629 indivíduos morreram no distrito, dos quais 525 eram homens e 104 eram mulheres.